# دختران حوا (مجموعه تلویزیونی)
دختران حوا یک مجموعه تلویزیونی ایرانی به کارگردانی حسین سهیلی‌زاده است که در سال ۱۳۹۱ متشکل از ۳۰ قسمت تولید و نخستین بار از شبکه پنج پخش شد، تیتراژ پایانی این سریال توسط حمید عسکری اجرا شده است. 

## خلاصه داستان
زنی به نام ثریا (گوهر خیراندیش) که در جوانی پرستار زایشگاه بوده، بر اثر اتفاقی که در زندگی او می‌افتد (توسط رئیس بیمارستان محل خدمت او از بیمارستان اخراج می‌شود)، تصمیم به انتقام می‌گیرد. او اسامی سه نوزاد (که روی دستهای آن‌ها برچسب زده شده) را هنگام تولد در بیمارستان، عوض می‌کند. (که یکی از آن‌ها دختر رئیس بیمارستان بوده) اما سال‌ها بعد پشیمان شده و در حالی که در زندان، روزهای پایانی زندگی را می‌گذراند، از یک مددکار اجتماعی به نام شیوا (یکتا ناصر) که خود نیز-به اتهام قتل همسرش دانیال -، با او هم‌بند بوده و حالا آزاد شده، می‌خواهد که آن سه دختر را پیدا کند و نزد او بیاورد و خواهرش شیدا (ماهور عفیفی)که تازه از پاریس برگشته به خواهرش در پیدا کردن دختر ها کمک می کند‌.آن سه دختر نیز که خود از طبقات مختلف جامعه می‌باشند و حالا بزرگ شده‌اند، به زندگی خود مشغول هستند، نیکی دختر رئیس بیمارستان که خود دختری به نام نیلو دارد و بعد از فهمیدن عوض شدن نوزادان می‌ترسد همسرش او را رها کند، گیلدا دختری که عقده پولدار شدن دارد و وقتی متوجه راز جابه جایی نوزادان می‌شود آرزو می‌کند کاش دختر رئیس بیمارستان باشد او که با پسرخاله و مادر خود زندگی می‌کند بیشتر از دو دختر دیگر خواهان مشخص شدن واقعیت است و مژگان کارمند بانک که همراه خانواده خود روزگار را سپری می‌کند و زندگی خود را خیلی دوست دارد. این سه دختر با یکدیگر دوست شده و در تلاش برای یافتن حقیقت هستند و شیوا و شیدا نیز به آن‌ها کمک می‌کنند. از طرفی شیوا همسایه‌ای مخوف دارد که در آخر داستان به اتهام قتل دستگیر می‌شود.

## بازیگران
| بازیگر         | نقش                          |
| -------------- | ---------------------------- |
| یکتا ناصر      | شیوا ( مددکار )              |
| ماهور عفیفی    | شیدا                         |
| پوریا پورسرخ   | بهزاد ( عاشق گیلدا )         |
| امیرحسین رستمی | سامان ( همسر نیکی )          |
| نیما شاهرخ‌شاهی | کامران ( همسر سابق شیوا )    |
| ایرج راد       | دکتر شمس ( پدر نیکی )        |
| گوهر خیراندیش  | ثریا ( پرستار بیمارستان )    |
| تینا آخوندتبار | نیکی ( همسر سامان )          |
| نازنین کریمی   | گیلدا ( دختر گیسو )          |
| ساغر شکوری     | مژگان                        |
| لیدا عباسی     | گیسو ( مادر گیلدا )          |
| مریم سرمدی     | مادر مژگان                   |
| پرویز سیرتی    | پدر مژگان                    |
| شیما نیکپور    | یلدا                         |
| مینا وحید      | سودا ( دوست شیدا )           |
| پندار اکبری    | شهاب                         |
| رضا یزدانی     | فرهاد                        |
| آیلار نوشهری   | ساناز                        |
| حمید مهین‌دوست  | شاپور                        |
| مهدی کاسه ساز  | ساعدی                        |
| نادیا فرجی     | محیا                         |
| شکوفه هاشمیان  | سارا                         |
| سارا منصوری    |                              |
| آویشن بیکایی   |                              |
| فرهاد مردان    |                              |
| ملیکا پارسا    | نیلوفر ( دختر نیکی و سامان ) |